# 요코우치촌
요코우치촌(横内村)은 아오모리현 히가시쓰가루군에 있던 촌이다. 현재의 아오모리시에 해당한다.

## 연혁
- 1889년 4월 1일 - 정촌제 시행에 의해 히가시쓰가루군 주변의 9개 촌이 합병해 요코우치촌이 성립하였다.
- 1955년 1월 1일 - 아오모리시에 편입해 소멸하였다.

## 참고문헌
- 『市町村名変遷辞典』東京堂出版、1990年。
- 『東奥年鑑』1954年版「職員録」。